# Afrikaans padoek

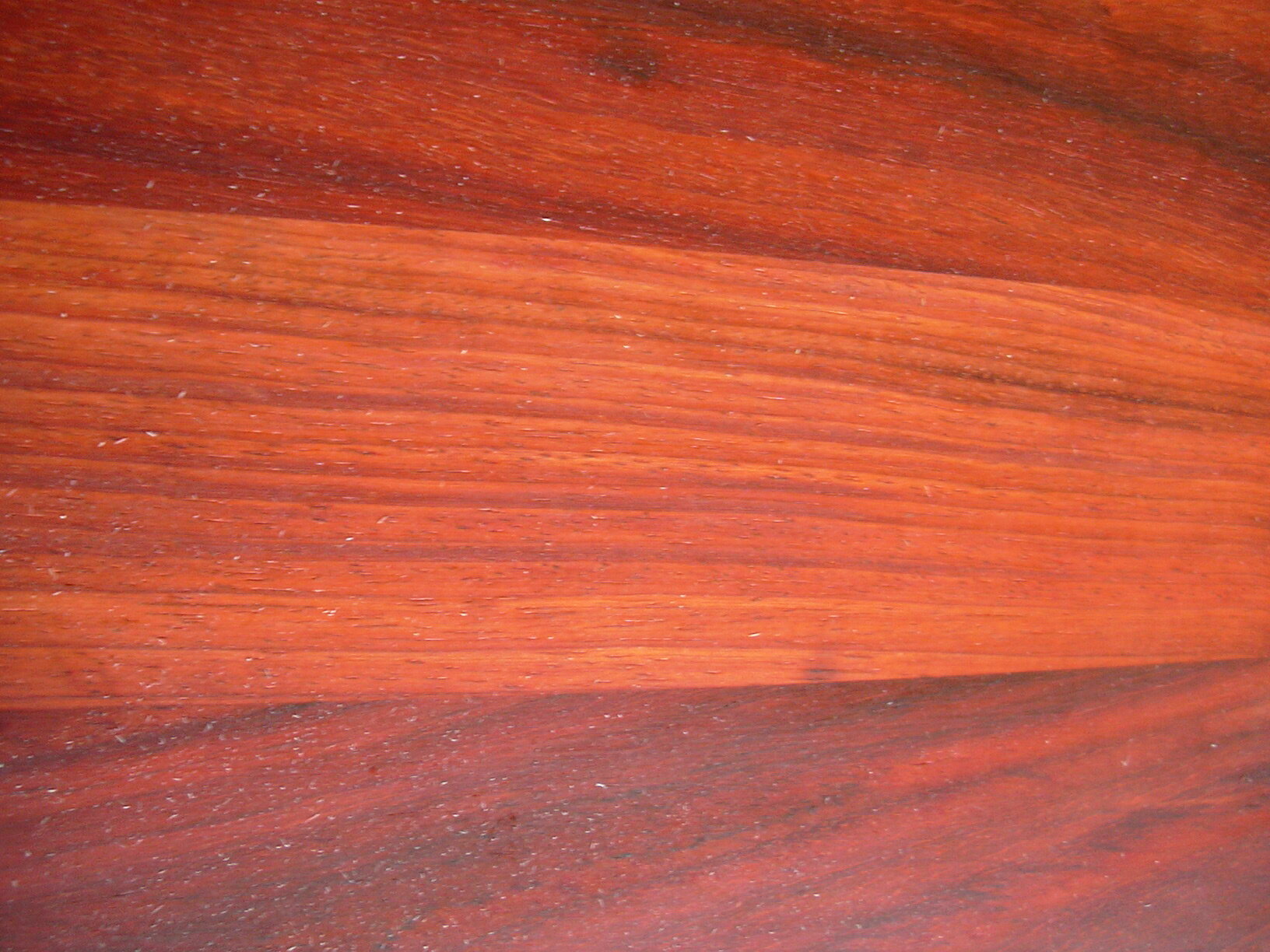
Afrikaans padoek: drie delen verlijmd

Afrikaans padoek is een houtsoort die opvalt omdat het hout fel oranjeachtig rood is, ook wel koraalrood genoemd, vandaar ook wel de Franse naam corail. Bij blootstelling aan licht verandert deze kleur snel tot vaal roodbruin en op den duur tot zwartbruin. Padoek is een zeer stabiele houtsoort die niet werkt en nauwelijks vervormt. 
Het hout is in Europa de bekendste en meest gebruikte padoeksoort, maar er bestaan ook andere soorten (zoals Andaman en Indisch padoek).

## Herkomst
Dit hout komt van Pterocarpus soyauxii (en mogelijk van verwante soorten). Deze boom kan tot 50 meter hoog worden en krijgt een kruin van circa 30 meter. Andere typische kenmerken zijn de rode stof die de schors afscheidt en de smalle aanloopwortels van ongeveer 6 cm.

## CITES
Sinds 2022 staan alle Afrikaanse populaties van het geslacht Pterocarpus op de CITES II lijst: het hout mag niet internationaal verhandeld worden zonder de vereiste papieren.